# Агадир
Агадир е град в югозападно Мароко, административен център на регион Сус-Маса.

## Разположение
Градът е разположен в югозападната част на Кралство Мароко, на брега на Атлантическия океан, в близост до Атласките планини, на север от устието на река Сус в океана.

## История
Градът е основан през 5 век пр.н.е. от картагенския мореплавател Ханон под името Акра. През Средновековието градът е малко рибарско селище, известно като Агадир ел-арба.
През 1505 г. Португалия основава на мястото търговски пост, наречен Санта Круз до Кабо де Гуе (Santa Cruz do Cabo de Gué). През 1541 година градът се връща под мароканска власт. През 1572 на хълм над града е построена крепост – градския казбах. Агадир в следващите два века се развива успешно.
През 1911 г., пристига немски военен кораб, който трябва да защити немската общност в града. Това предизвиква Агадирската криза между Франция и Германия, след което Франция установява през 1913 г. протекторат над значителни части от Мароко – Френско Мароко.
15 минути преди полунощ на 29 февруари 1960 г. Агадир е почти напълно сринат от мощно земетресение, продължило 15 секунди. Старият град е разрушен, хиляди са загинали, ранени и останали без жилище. Общият брой на жертвите е оценен на 15 000 души. Земетресението разваля и старинния казбах. На запазилата се предна порта от казбаха все още може да се прочете надписа на холандски – Страхувай се от Бог и почитай Краля.
През 1961 г. крал Мухамад V поставя началото на възстановителните работи по изграждането на нов и модерен град.

## Население
Според данни от 2004 г. има 678 596 жители. В града освен араби и бербери има компактни християнски (католически) и еврейски общности.
В града има университет.

## Туризъм и икономика
Понастоящем Агадир е важно пристанище за икономическите нужди на страната и основен риболовен център. Пристанището е важна експортна точка за манган, кобалт, цинк и земеделски култури – предимно цитруси.
Благоприятният климат по време на зимния сезон (средни януарски дневни температури около 20 °C) и добрите плажове правят града предпочитана дестинация в този сезон за жителите на Северна Европа.
Изградената модерна градска инфраструктура и архитектура – високи сгради, широки улици и булеварди, модерни хотели и жилищни постройки в европейски стил, правят града нетрадиционен за Мароко.
Турстическият поток се обслужва от международно летище и пътнически пристанище.

## Побратимени градове
- Нант, Франция
- Маями, САЩ
- Оляу, Португалия
- Оукланд, САЩ
- Плевен, България